# Charles Van Landuyt
Charles Joseph Van Landuyt (né à Bruxelles le 12 novembre 1854 et mort en 1934) est un peintre, un dessinateur et un illustrateur belge. Son champ pictural couvre les paysages ruraux et urbains, les portraits, les scènes marines.

## Biographie

### Famille et formation
Charles Joseph Van Landuyt, né rue Camusel à Bruxelles le 12 novembre 1854, est le fils de Joseph Van Landuyt, négociant, et de Benoîte Merckaert. Après sa scolarité primaire à l'école no 5 de Bruxelles, il étudie à partir de 1868 à l'Académie royale des beaux-arts de Bruxelles, où il suit notamment des cours de Paul Lauters. Le 25 juin 1884, domicilié rue de la Sablonnière, il épouse à Bruxelles Barbe Basteels, tailleuse.

### Carrière
En 1880, en proposant sa toile Les Aduatiques vendus à l'encan il reçoit une mention honorable (troisième prix) au Prix de Rome belge,. Il obtient également à deux reprises une mention honorable au concours annuel de peinture organisé par l'Académie Royale de Bruxelles, en 1880 et, pour son projet de vitraux en 1899. Sa participation à l'exposition de l'Union des Arts en 1881 lui vaut une critique favorable de la revue L'Art moderne grâce à son Lendemain de l'exécution d'Agneessens, jugé d'une émotion sincère. En 1884, il participe à l'Exposition Générale des Beaux-Arts de Bruxelles et en 1903, il propose une toile intitulée Les Mouettes au Salon triennal des Beaux-Arts de Bruxelles. 
Entre 1895 et 1926, il enseigne lui-même à l'Académie Royale des Beaux-Arts de Bruxelles. Parmi ses élèves figure, à partir de 1913, Marie Howet.
Charles Van Landuyt est membre du cercle artistique de Laeken et en tant que peintre, il marque une grande prédilection pour les paysages ruraux et urbains, les portraits, les scènes marines et de pêche. Au tournant du siècle, Van Landuyt connaît un grand succès grâce à son travail.
Il est également actif comme dessinateur et illustrateur, notamment pour la revue L'Illustration Belge et l'ouvrage Légendes Bruxelloises de Victor Devogel en 1914.

## Sélection d'œuvres
Entre 1990 et 2014, les œuvres suivantes ont été vendues aux enchères :
- L'heure du café en cuisine (1881) ;
- Le jeu de quilles (1890) ;
- Libellule (1902) ;
- Jeune fille au bouquet de lilas (1917) ;
- Retour des pêcheurs ;
- Voiliers à Blankenberge ;
- Les baigneuses au bord du lac ;
- Bateaux près de la côte ;
- Marine au coucher du soleil ;
- Le jeu de cartes.